# ألعاب الفيديو في العالم العربي
ألعاب الفيديو في العالم العربي هي إحدى الصناعات النامية في المنطقة العربية والتي قد بدأت بالظهور في حقبة الأتاري والجيل الثاني من أنظمة ألعاب الفيديو.:29 ظهرت عدة محاولات لتطوير ألعاب عربية محلية لاقى بعضها النجاح وباء بعضها الآخر بالفشل. ظل المجتمع العربي استهلاكيًا بشكل كبير حتى مطلع عقد 2000 إذ بدأت ثقافة تطوير ألعاب الفيديو بالانتشار، وزاد الطلب في السوق العربية كثيرًا لدرجة انتشار تعريب ألعاب الفيديو العالمية بشكل ملحوظ بعد الربيع العربي. وقد أصبح العالم العربي أحد الأسواق المستهدفة حديثًا بالنسبة لألعاب الفيديو العالمية. تنتشر ثقافة ألعاب الفيديو في الوطن العربي بين الأطفال والشباب وبنسبة أقل بين الفتيات. ولطالما كانت ألعاب الفيديو في الوطن العربي محط انتقادات حادة من أشهرها العنف، ولذلك تتجه بعض المؤسسات الدينية لإصدار الفتاوى الدينية القائلة بتحريمها أو تحريم بعض منها لأسباب تتعلق سواء بالإباحية أو غيرها. تمنع بعض الدول العربية كذلك عدة ألعاب مثل ببجي وفورتنايت لربطها بأحداث العنف وجرائم القتل، في حين تقوم بعض الشركات بحجب المشاهد المخلة وكذلك الدماء طبقًا لقوانين الدول العربية (في الإصدارات الموجهة للمنطقة العربية). على الجانب الآخر، تشجع بعض الحكومات صناعة ألعاب الفيديو باعتبارها مصدرا مهما للدخل وذات أرباح متصاعدة في الآونة الأخيرة.

## نبذة تاريخية

### عقد 1970 وأوائل عقد 1980
وصلت ثقافة ألعاب الفيديو مبكرًا إلى الوطن العربي في السبعينات والثمانينات من القرن العشرين وانتشرت في الأسواق كمثيلتها من المناطق كاليابان والولايات المتحدة وأوروبا. وغالباً ما يُطلَق اسم «أتاري» ممن مارسو الألعاب في ذلك الجيل وذلك بسبب الشهرة الواسعة لمنصة أتاري 2600 وسيطرتها على الأسواق آنذاك. ونتيجة لذلك، بدأ طلبات الواجهة العربية للألعاب تزداد خاصةً بعد انتشار حواسيب 8-بت مثل كومودور 64 وزد إكس سبكتروم، مما دفع شركة العالمية -شركة كويتية- بالبدء بإنتاج حاسوب صخر في 1981، الذي كان مبنيًا في الأساس على الحاسوب الياباني إم إس إكس. حاولت الشركة تغيير لغة الحاسوب الأساسية إلى العربية وشرعت بترجمة التطبيقات إليها؛ ولكن معظم هذه التطبيقات لم تكن من ألعاب الفيديو ويرجع ذلك إلى انتشار القرصنة بشكل كبير، لذلك لم تخاطر أي شركة حينئذٍ بالاستثمار في المنطقة.:29-30

### أواخر عقد 1990 وعقد 2000

غلاف لعبة تحت الحصار

في النهاية، آل الأمر لمطوري الألعاب المستقلين لإنماء الصناعة، مثل رضوان قاسمية الذي طور لعبة حرب 73 في عام 1999، والتي تحكي عن حرب أكتوبر (تشرين). ومحمد حمزة الذي طور لعبة «قاذفو الحجارة» في 2001، وتدور أحداثها حول الانتفاضة الفلسطينية؛ وكلا اللعبتين كانتا من طراز ألعاب آركيد ثنائية الأبعاد. في سبتمبر 2000، عُرضت لعبة تحت الرماد في معرض دمشق الدولي، والتي تدور أحداثها في ظل الصراع العربي الإسرائيلي وتعد أول لعبة تجارية في العالم العربي، وقد أُصدرت اللعبة في 2002 وحققت نجاحًا مبهرًا بمبيعات تفوق 100,000 نسخة. هذا النجاح جعل من شركة أفكار ميديا إحدى أولى الشركات المستقلة المطورة لألعاب الفيديو في الشرق الأوسط. بعد النجاح المبهر للعبة، أصدرت الشركة لها جزءا ثانيا بعنوان تحت الحصار في 2004. ولم تكتف الشركة بذلك فواصلت مسيرتها لتنتج لعبة قريش في 2008 والتي تحكي عن غزوات الرسول.:30 وقامت أفكار ميديا بإنتاج لعبة بعنوان الطريق إلى القدس في 2009.:408
في عام 2002، أنتجت شركة تقنيات 3دي لعبة زويا، وهي لعبة مغامرات مستوحاة من سلسلة لصة القبور، إلا أن اللعبة فشلت ولم تحقق المرجو منها، إذ أنها باعت ما يقرب من 100 نسخة فقط. حاولت شركة أفكار ميديا إصلاح هذا الوضع بإعادة إنتاج اللعبة، وفي هذه المرة وصلت مبيعاتها إلى حوالي ألف نسخة فقط. بعد هذه اللعبة، أغلقت شركة تقنيات 3دي.:30 وفي عام 2003، أنتجت شركة إماراتية تسمى إيماجينيشنز لعبة فانتازيا باسم أسطورة زورد على منصة الحاسوب، وهي لعبة مستوحاة من التاريخ العربي وخاصةً من حكايات ألف ليلة وليلة. حاولت الشركة مواصلة مسيرتها بإنتاج لعبة أخرى تسمى «وادي بشير»، وهي لعبة سباقات تتميز بلمحات الشرق الأوسط، ولكنها أعلنت عن الإغلاق 2005.:31
في عام 2003، أنتج مطورون لبنانيون لعبة القوة الخاصة، والتي صورت عمليات حزب الله ضد الاحتلال الإسرائيلي للبنان. ومن تلك النقطة، بدأ المطورون بتأسيس الاستديو الخاص بهم وأسموه مايت 3دي ثم شرعوا بالعمل على الجزء الثاني منها بعنوان القوة الخاصة 2 - حكاية الوعد الصادق والذي أُصدر في 16 أغسطس 2007. كان الإصدار الثاني يحكي عن عمليات حزب الله في حرب لبنان 2006. في نفس سياق الصراع العربي الإسرائيلي، أنتجت شركة تراث الأردنية لعبة تسمى جنين طريق الأبطال في 2003، وكانت تحكي عن معركة جنين، ولكن الشركة لم تبع سوى حوالي 4,000 إلى 8,000 نسخة. بعدئذٍ، عادت الشركة لإنتاج لعبة تسمى سباقات برية في 2008، وكانت لعبة سباقات حيوانات، فلم يكن أدائها مرضيًا ومنذ ذلك الحين توقفت الشركة عن الخوض في مجال ألعاب الفيديو.:31

غلاف لعبة سادة الصحراء

استمرت المحاولات العربية لإنتاج الألعاب، فبدأت شركة كيركات الأردنية بإنتاج ألعاب الفيديو وقامت بإصدار لعبة استراتيجية بعنوان سادة الصحراء في عام 2006، وهي لعبة بناء مدن ذات طراز عربي صحراوي. ولكن يبدو أن صناعة ألعاب الفيديو لمنصة الحاسوب لم تكن تدر ربحًا كافيًا آنذلك، فاتجهت الشركة إلى سوق ألعاب الهاتف المحمول والمنصات المحمولة والألعاب التقليدية. واصلت الشركة مسيرتها فأصدرت لعبة ألغاز في 2008 باسم كنز طارق، وكذلك أصدرت لعبة الموسيقار، وهي لعبة ألحان تسمح للاعبين بالعزف على العود.:31 أنتجت شركة خيال المصرية في عام 2007 لعبة بوحة والمقتبسة من فيلم مصري بنفس الاسم. وفي عام 2006، أُصدرت لعبة أسد الفلوجة، وهي لعبة تحكي عن الاحتلال الأمريكي للعراق.
في عام 2008، تأسست شركة جوي بوكس السورية وكانت تستهدف الألعاب التقليدية، فأنتجت عدة ألعاب بسيطة وبِيعت إلى قناة المجد.:408 وبدأت شركة مكتوب بتوزيع عدة ألعاب متصفح مُعرَّبة منها حرب الملوك في 2008، وداموريا في 2009، ولعبة ستاردول كذلك في نفس العام. استمرت موجة التعريب هذه ولم تقتصر على مكتوب فقط، فشرعت شركة تحدي الإماراتية بتعريب العديد من الألعاب منها لعبة أساطير القوة في 2009، ولعبة راغناروك أونلاين، ولعبة كريزي كارت في 2009.:408 وفي عام 2009، قامت شركة غيم باور 7 الإماراتية بإطلاق لعبة أمل الشعوب الكورية الأصل.

### عقد 2010 وعقد 2020

غلاف لعبة ديترويت: نحو الإنسانية

لم تتوقف الشركات عن محاولاتها في وضع موطئ قدم لها في السوق، فعرَّبت شركة تحدي الإماراتية لعبة أبطال غايا في 2010، وكذلك أنتجت شركة فلافل غيمز لعبة فرسان المجد -وهي لعبة متصفح تحكي عن الفتوحات الإسلامية- في 2011 على المتصفح وفي 2013 حاولت الشركة توسيع رقعة وصولها فأطلقت الشركة إصدارًا من اللعبة على منصة آيفون. كانت معظم هذه الألعاب حصرية لمنصة الحاسوب الشخصي وكذلك المتصفح، لأنها المنصة الأكثر انتشارًا في الوطن العربي وكذلك لسعرها الذي كان في متناول اليد. وبالرغم من شهرة منصة البلاي ستيشن في المنطقة إلا أنها لم تكن هدفًا للمطورين آنذاك.:408
بدأ تطلعات المطورين العرب تزداد في عقد 2010، فأُصدرت لعبة الركاز: في أثر ابن بطوطة في 2013 على منصات بلاي ستيشن 3 وستيم ومنصات أخرى، ولكنها حصدت تقييمات منخضفة من النقاد. وبالرغم من فشل اللعبة إلا أن المطور قد أنتج لعبة أخرى بعنوان بادية والتي حققت نجاحًا تسبب في وصولها إلى «بي سي غيمر شو» مع أنها كانت لا تزال قيد التطوير. بدأ استديو كيركات بالعمل على لعبته قصر الأساطير في عام 2006، واستمرت اللعبة قيد التطوير إلى أن أُصدرت في نهاية الأمر عام 2018 للهاتف المحمول. وفي محاولة لرفع روح المنافسة في السوق، بدأ الاستوديو المصري رامبلنغ غيمز ستوديو بالعمل على لعبة كبرى بعنوان فرسان النور والتي تحكي عن معركة القادسية، حيث أنها تتميز برسوميات عالية الجودة، وكذلك تحتاج إلى مساحة كبيرة لتشغيلها. بعدئذٍ، أُصدرت اللعبة في 29 فبراير 2020 في شكل وصول مبكر على منصة ستيم ولكنها تلقت انتقادات لاذعة بسبب المشاكل التقنية الكثيرة بالإضافة إلى سعرها؛ مما جعل المطور يصدر تحديثات إصلاحية لبعض مشاكل اللعبة التقنية وكذلك تخفيض سعرها.
أصبحت المنطقة العربية سوقًا مهمةً لا يمكن تجاهلها، فبدأت الشركات العالمية في هذا العقد بإطلاق الألعاب للعالم العربي بمحتوى مترجم وآخر مدبلج، منها شركة سكوير إنكس التي أصدرت دبلجة وتعريبًا لسلسلة ألعاب توم ريدر (لصة القبور) الجديدة والتي تتضمن توم ريدر التي أُصدرت في 2013، وثاني عنوان في السلسلة وهو رايز أوف ذا توم ريدر (نهوض لصة القبور) في 2016، وإصدار السلسلة الثالث شادو أوف ذا توم ريدر (ظل لصة القبور) في 2018. لم يقتصر تعريب الألعاب على سكوير إنكس فقط، فسارعت شركة يوبي سوفت بتعريب ألعابها وخاصةً سلسلة أساسنز كريد (عقيدة الاغتيالي) التي بدأت بدعم اللغة العربية في الترجمات الصوتية ابتداءً من لعبة أساسنز كريد 4: بلاك فلاغ (عقيدة الاغتيالي 4: الراية السوداء) في 2013، مرورًا بألعاب أخرى مثل يونيتي (الوحدة) وروغ (المارق). في 2015، أعلنت الشركة عن دبلجة أساسنز كريد سنديكيت (عقيدة الاغتيالي: النقابة) باللغة العربية، والتي تلقت ردود أفعال متفاوتة حيث أشاد بها البعض، وعابها البعض الآخر. بعد هذه اللعبة أصدرت يوبيسوفت ألعاب مثل أوريجنز (الأصول) وأوديسي وفالهالا بترجمة عربية، ولاحقًا صدرت لعبة السراب بدعم عربي كامل وأدَّى دور البطولة فيها الممثل إياد نصار. قامت شركة سوني بإطلاق لعبة ديترويت: نحو الإنسانية بدبلجة مصرية في 2018، وتعرضت لانتقادات بضعف الأداء وعدم تناسبها مع تفضيل الفصحى، في حين أثنى البعض عليها كذلك. وتبعتها كذلك لعبة الرجل العنكبوت في 2018، والتي أُشيد بالدبلجة فيها مع وجود بعض المشاكل التقنية بها.
كانت لعبة باتلفيلد 1 (ساحة المعركة 1) من أول الألعاب التي تطلق خوادمًا لها في الشرق الأوسط في أوائل عام 2017. وبعد الانتشار السريع لألعاب الباتل رويال في الشرق الأوسط والعالم العربي، أعلنت لعبتا ببجي وفورتنايت عن دعمهما للغة العربية، ولاحقًا أطلقت لعبة ببجي للمحمول خوادم للشرق الأوسط. وقد تبعتها لعبة فورتنايت حيث أعلنت هي الأخرى عن خوادم بالشرق الأوسط.

## الجامعات الرياضية العربية
في تونس، حصلت الجامعة التونسية للرياضات الإلكترونية في 1 أكتوبر 2018 على ترخيص للنشاط كجامعة رياضية من قبل وزارة الرياضة التونسية. وهي تتكون من 12 فريقاً منهم العديد من فروع نوادي معروفة بنشاطها في رياضة كرة قدم. أما الاتحاد السعودي للرياضات الإلكترونية والذهنية فقد تأسس في أواخر 2017 تحت إشراف اللجنة الأولمبية العربية السعودية. وفي سوريا، تدير النشاط الجمعية السورية للرياضات الإلكترونية. ومن الدول الأعضاء في الاتحاد الدولي للألعاب الإلكترونية من العالم العربي نذكر: مصر وتونس من القارة الإفريقية ولبنان والمملكة السعودية وسوريا والإمارات المتحدة من القارة الآسيوية.

## الفعاليات

### فعاليات المطورين
بدأت فعاليات ألعاب الفيديو وتطويرها بالظهور في الوطن العربي في عقد 2010، حيث تُنظم فعاليات في الوطن العربي سنويًا لمطوري الألعاب منها حدث الألعاب العالمي (بالإنجليزية: Global Game Jam)‏ وفي مصر رن دابل جامب (بالإنجليزية: Run Double Jump)‏، وحصد حدث الألعاب العالمي رقمًا قياسيًا في مصر على أنه الأكثر حضورًا لحدث الألعاب العالمي من بين جميع المناطق التي تنظمه. ومن الدول العربية الأخرى التي يُقام فيها الحدث هي الجزائر والبحرين والأردن والكويت والمغرب والسعودية والسودان وتونس والإمارات.

### فعاليات الرياضة الإلكترونية
بدأت كذلك فعاليات الرياضات الإلكترونية بالانتشار في الوطن العربي، حيث أُقيمت بطولات عربية لعدة ألعاب موبا وكذلك باتل رويال. من أشهر الألعاب التي أُقيم لها بطولات رياضة إلكترونية عربية هي ببجي للمحمول، ولم يقتصر الأمر فقط على البطولات المحلية فنظمت اللعبة تصفيات لبطولات عالمية. ولم تكن ببجي الوحيدة، إذ أن ألعابًا مثل فورتنايت وكذلك دوتا 2 (دفاع القدماء 2) وليج أوف ليجيندز (عصبة الأساطير). ولم يقتصر الأمر فقط على هذه الأنواع، فلقد أقامت لعبة كاونتر سترايك: جلوبال أوفينسيف (الهجوم المضاد: العدوان العالمي) بطولات للشرق الأوسط وتصفيات هي الأخرى. مثل هذه البطولات تلقى اهتمامًا من شركات البرمجيات أو الحوسبة عمومًا، حيث تحرص بعض الشركات على تواجدها في كثير من هذه البطولات.
أقامت لعبتا الموبا دوتا 2 وليغ أو ليجيندز الكثير من البطولات العالمية والتي تصل عوائدها بالملايين. فنظمت ليغ أوف ليجندز بطولة ضخمة لمنطقة الشرق الأوسط في مدينة الرياض وكانت جوائزها تصل إلى مليوني دولار. كانت البطولة تسمى نكسوس وبدأت يوم 5 ديسمبر 2019 وانتهت يوم 7 ديسمبر من العام نفسه. وكانت البطولة برعاية شركة إنتل ومن تنظيم شركة ريوت غيمز. كما نُظمت بطولات لغريمتها دوتا 2 بالشرق الأوسط إحداها بعنوان «دوتا 2 ميدل إيست باتل» وكانت بدايتها في 22 يونيو 2018 وبقيمة جوائز 10,000 دولار أمريكي ومن تنظيم غيمرز هب.
تقيم الكثير من ألعاب التصويب بطولات عدة، من أشهرها وأقدمها هي لعبة كاونتر سترايك، حيث أقامت بطولة في 24 مارس 2006 في دبي ولكنها لم تكن الأولى من نوعها إذ أنها كانت قد أقامت بطولة سابقة لها في 2005. واستمرت بطولة كاونتر سترايك في خطف الأنظار حيث ازدادت شعبيتها بشكل ملحوظ عبر السنين. ومن هذا المنطلق، بدأت شركات مثل إنفيديا وإتش بي بإقامة بطولة للعبة كاونتر سترايك لمنطقة الشرق الأوسط وذلك ترويجًا لمنتجاتها المستخدمة في البطولة. ووصلت قيمة الجوائز في هذه المسابقة إلى 12,000 دولار أمريكي. تشارك لعبة أوفرواتش هي الأخرى في البطولات المحلية ببطولة كأس المجتمع العربي وهي بطولة دورية تقام كل 3 أشهر وجوائزها تصل إلى 5,000 دولار أمريكي. ولم يقف الأمر عند هاتين اللعبتين، فقد أُقيمت بطولة للعبة توم كلانسيز رينبو سكس سايج (توم كلانسي: حصار قوس قزح ستة) في 2018 من يوبي سوفت وبرعاية إنفيديا بجوائز قيمتها 1130 دينار بحريني.
تعد ألعاب الباتل رويال من الألعاب الشهيرة وذات شعبية كبيرة في الوطن العربي ومن أشهرها ببجي وفورتنايت بالإضافة إلى أبيكس ليجندز (أساطير القمة)، حيث بدأت هذه الألعاب بالاهتمام بالمنطقة العربية إما عن طريق دعمها للغة العربية أو بتشغيل خوادم في الشرق الأوسط أو بإقامة البطولات الخاصة بالمنطقة العربية وكذلك التصفيات للبطولات العالمية. فقامت ببجي بإقامة عدة بطولات للشرق الأوسط منها «كأس التحدي للشرق الأوسط» وكانت لإصدار المحمول ومتاحة للاعبين من بعض دول الخليج بالإضافة إلى مصر والمغرب وتصل قيمة جوائزها إلى 50,000 دولار؛ وكانت هذه المسابقة برعاية من شركة أوبو. قامت إنفيديا كذلك برعاية بطولة الخليج العربي من ببجي والمقدمة من إيسوس روغ (ASUS ROG) والتي تصل قيمة جوائز إلى 4,000 دولار. وأُقيمت بطولة لغريمتها لعبة فورتنايت في مصر برعاية شركتي إنتل وإم تي دي برودكتس بجوائز قيمتها 30,000 جنيه مصري.
لا تقتصر هذه البطولات على لعبة واحدة فقط وإنما تتسع لأكثر من لعبة تقيم لكل منها بطولة متوازية وإحدى هذه الفعاليات في الشرق الأوسط هو حدث إيسبورتس ساميت (ESports Summit) الذي أقيم في مصر من 26 سبتمبر وحتى 28 سبتمبر 2019، وقد تضمن ألعاب ببجي وفورتنايت وأبيكس ليجندز وفيفا.

## النظرة الاجتماعية لألعاب الفيديو
قد تقتصر النظرة الاجتماعية في مجال ألعاب الفيديو على أنها موجهة للرجال بشكل عام، إذ إنه حسب اعتقاد بعض الناس في العالم العربي أن ألعاب الفيديو ليست للفتيات. وتواجه الفتيات عمومًا في مجال ألعاب الفيديو صعوبات سواء كانت على وسائل التواصل الاجتماعي أو في الفعاليات على أرض الواقع مثل التحرش أو التهميش أو الانتقاد لمجرد أنهن فتيات. ولو أن في رأي بعض هؤلاء الفتيات أن الموضوع يصبح أخف بمرور السنين. في حين بدأت منظمات في توفير الدعم للاعبات في العالم العربي ونُظِّم لها مؤتمر في السعودية عام 2017. ولم يتوقف الأمر عند هذا الحد، فقامت منظمة باور إيسبورتس بتشكيل فريق رياضة إلكترونية عربي من لاعبات أوفرواتش العرب. وأخيرًا قامت شركة لينوفو باستضافة بطولة رياضة إلكترونية للنساء في الشرق الأوسط بعنوان «كأس ليغون للفتيات» (Legion Girl Cup) ومقرها الإمارات. ضمت البطولة عدة ألعاب من ببجي للمحمول وأوفرواتش وليغ أو ليجندز وكول أوف ديوتي مودرن ورفير.
لطالما اتهمت بعض الوسائل الإعلامية والاتجاهات السياسية ألعاب الفيديو بالعنف، وليس العالم العربي باستثناء من هذه الاتهامات. إذ أُشيرت أصابع الاتهام للعبة ببجي حينما ارتكب مراهق جريمة قتل بحق معلمته. وتعقيبًا على هذا النوع من الجرائم، ناقش البرلمان المصري حظر اللعبة من مصر، وفي النهاية حظرتها بعض البلدان العربية فعلاً ابتداءً من العراق، ووصولاً للأردن. ولم تكن الدول العربية هي الوحيدة، إذ أن الناشر تنست غيمز لنسخة ببجي للمحمول اضطر لنقل المقر من الصين إلى دبي بسبب حظرها في الصين كذلك. وبسبب هذه الاتهامات قامت اللعبة بإطلاق نظام جديد يراقب استخدام اللاعبين لها وإدارته. وليست لعبة ببجي المتهم الوحيد بهذه التهمة، إذ أن الكثير من ألعاب الفيديو تُهاجم بسبب هذه الاتهامات، مثل فورتنايت غريمة ببجي والتي طالب نواب في العراق بحظرها. وأدى حظر اللعبتين إلى إثارة سخرية واسعة وغضب بين الشعب العراقي داعين أنهما ليسا من أولويات الحكومة. وليست مشاهد العنف هي الوحيدة محل الانتقادات فبعضها يخضع للرقابة كما هو الحال في الألعاب التي تحتوي مشاهد إباحية، ولكنها تُحذف من النسخ الموجهة للشرق الأوسط وللمنطقة العربية بشكل عام مثل لعبة الويتشر 3.
لم تكن المؤسسات الدينية بمنأى عن ألعاب الفيديو، ولكن مواقفها تترواح بين فتاوي جواز ألعاب الفيديو وتحريمها أو تحريم بعض منها. من أشهر هذه المؤسسات الدينية هو الأزهر الشريف الذي اتجه بعض علمائه لتحريم بعض ألعاب الفيديو منها لعبة كونكر أونلاين (النسخة العربية: قهر أونلاين)، ولعبة بوكيمون غو، وكذلك لعبة ببجي. وقد حذر لاحقًا مركز الأزهر للفتوى من لعب ببجي بعد تحديث مثير للجدل بشأن الانحناء لتماثيل للحصول على أسلحة، إلا أن اللعبة قد تراجعت عنه واعتذرت للمسلمين. في حين دعا الداعية السعودي سلمان العودة إلى عدم التسرع بإطلاق الأحكام المطلقة على لعبة بوكيمون غو وغيرها من الألعاب.
من أكثر التحديات التي تواجه المطورين العرب هي استلهام التاريخ الإسلامي والفتوحات الإسلامية إذ أن الخوف من الإسلاموفوبيا دفع المطور المصري رامبلنغ ستوديوز إلى عدم الشروع في تطوير لعبته المستقبلية فرسان النور - والتي تحكي عن الفتح الإسلامي للعراق وخصوصًا معركة القادسية - إلا بعد موافقة سوني مطور بلاي ستيشن على موضوع اللعبة ووجود الرايات التي تحمل الشهادتين بها.

## النظرة الاقتصادية لألعاب الفيديو
بسبب النمو السريع لصناعة ألعاب الفيديو، بدأت بعض الدول العربية بالاهتمام بهذه الصناعة نظرًا لأن الشركات بدأت بتحويل أنظارها نحو السوق العربي الذي أصبح ينمو عامًا بعد عام. بنهاية شهر مارس 2010، وصلت مبيعات المنصات في الشرق الأوسط إلى أرقام كبيرة، منها بلاي ستيشن 2 الذي بِيع منه تقريبًا 5.2 مليون وحدة وكذلك بلاي ستيشن بورتبل يعادله تقريبًا في عدد المبيعات، يليهما نينتندو دي إس بمبيعات وصلت إلى 850 ألف نسخة ثم بلاي ستيشن 3 بمبيعات وصلت إلى 450 ألف ويليها وي بمبيعات وصلت إلى 315 ألف وأخيرًا إكس بوكس 360 بمبيعات وصلت إلى 180 ألف نسخة. وصل حجم الصناعة إلى ما يقرب من 3.5 مليار دولار في المنطقة في 2016 وحصة الأردن من حجم هذه الصناعة وصل إلى 300 مليون دولار. في حين أن مصر تتربع على عرش الصناعة في قارة أفريقيا لعام 2017 بإيرادات تصل إلى 205 مليون دولار تليها في الدول العربية الأفريقية الجزائر بنصيب 104 مليون دولار ثم المغرب بإيرادات 84 مليون دولار وتونس بمبلغ 50 مليون دولار وأخيرًا السودان بإيرادات 18 مليون دولار. أما على صعيد الشق الآسيوي، فكان للسعودية نصيب الأسد بإيرادات تقارب 645 مليون دولار تليها الإمارات بإيرادات 276 مليون ثم قطر بنصيب 144 مليون تليها الكويت بإيرادات 117 مليون وعمان بإيرادات 81 مليون والعراق بإيردات 79 مليون ثم سوريا بمبلغ 51 مليون تليها لبنان بإيرادات 50 مليون ثم الأردن بإيرادات 44 مليون وأخيرًا البحرين بإيرادات 35 مليون. ومن المتوقع أن تصل حجم سوق ألعاب الفيديو إلى 4.5 مليار دولار في الشرق الأوسط وشمال أفريقيا بحلول عام 2022.

### العائدات
| البلد    | العائد (بالمليون دولار) |
| -------- | ----------------------- |
| السعودية | 577                     |
| الإمارات | 342                     |
| مصر      | 293                     |
| المغرب   | 129                     |
| الجزائر  | 107                     |
| العراق   | 105                     |
| الكويت   | 105                     |
| لبنان    | 102                     |
| قطر      | 85                      |
| الأردن   | 66                      |
| عمان     | 57                      |
| تونس     | 45                      |
| البحرين  | 43                      |

### الفعاليات
سارعت عدد من الدول العربية بإقامة نشاطات ومؤتمرات ألعاب الفيديو. بهذه الشهرة الكبيرة لألعاب الفيديو في المنطقة، وصل عدد لاعبي ببجي للمحمول في مصر إلى 7-10 ملايين لاعب، ووجود 10 شركات مختصة بألعاب الفيديو منها شركتان كبيرتان. وبناءً على هذا النقص في سوق التطوير، أُطلقت مبادرات من دول عربية كمصر والسعودية لتوطين ألعاب الفيديو في المنطقة العربية.

## تصوير المنطقة العربية في ألعاب الفيديو

الطائر بن لا أحد بطل لعبة أساسنز كريد ينظر إلى القدس من الأعلى

لا تخلو ألعاب الفيديو من وقوع أحداثها أو بعض منها في المنطقة العربية أو ما بجوارها، إذ ظهرت عدة ألعاب فيديو عالمية بأماكن عربية أو تجاور العربية. إحدى هذه الأماكن هي بلاد الشام والتي كانت مسرحًا للأحداث في عدة ألعاب فيديو منها أساسنز كريد، والتي كانت تجري أحداثها أثناء الحملة الصليبية الثالثة ويتردد بطلها الطائر بن لا أحد على عدة مدن كالقدس ودمشق وعكا ومصياف. وبما أن سوريا جزء من بلاد الشام، فقد ظهرت في عدة ألعاب أخرى مثل أنشارتد 3: خداع دريك ورايز أوف ذا توم ريدر ولعبة زويا - السورية - التي تدور أحداثها في مدينة تدمر. كذلك ظهرت لبنان في لعبتين لبنانيتين هما القوة الخاصة والقوة الخاصة 2. بالإضافة إلى بلاد الشام، ظهرت مناطق أخرى كالعراق في عدة ألعاب منها أسد الفلوجة وتحديدًا مدينة الفلوجة ولعبة توم كلانسي سبلينتر سيل: كونفيكشن وتحديدًا مدينة الديوانية، بالإضافة إلى لعبة فرسان النور التي تدور أحداثها في مدينة القادسية.
كما ظهرت شبه الجزيرة العربية في أكثر من لعبة وتميزت بأكثر من موقع مثل منطقة الحجاز في لعبة باتلفيلد 1 حيث تحكي عن الثورة العربية الكبرى ضد الدولة العثمانية والتي كانت مسرحًا للأحداث في الحرب العالمية الأولى وجزءًا من الصراع، كما ظهرت اليمن في عدة ألعاب منها أنشارتد 3 (للبحث عن إرم ذات العماد) وكذلك لعبة كول أوف ديوتي: بلاك أوبس 2 (نداء الواجب: العمليات السوداء 2). كما ظهرت مدينة دبي - لكنها كانت مدمرة بسبب عواصف رملية - في لعبة إسبك أوبس: ذا لاين، ولكن حكومة الإمارات قامت بحظر بيع هذه اللعبة داخل الدولة. بالإضافة إلى أسطورة زورد والتي تدور أحداثها في منطقة أسطورية من شبه الجزيرة العربية. وأخيرًا خليج عمان الذي ظهر بلعبة باتلفيلد 3 (ساحة المعركة 3). وبالطبع توجد الكثير من الألعاب التي تظهر فيها مصر وسواء كانت في التاريخ المعاصر أو في مصر القديمة مثل لعبة الركاز: في أثر ابن بطوطة، ولعبة كول أوف ديوتي 2 (نداء الواجب 2) التي تدور الأحداث فيها عن معركة العلمين، ولعبة أساسنز كريد أوريجنز (عقيدة الاغتيالي: الأصول) والتي تدور أحداثها في عهد كليوباترا آخر ملكة من ملوك البطالمة. وأخيرًا ليبيا والتي ظهرت في لعبة العمليات العالمية: وحدة ليبيا (بالإنجليزية: Global Ops: Commando Libya)‏.

## وصلات خارجية
- فيت سيسلر (1 May 2008). "Digital Arabs: Representation in video games". European Journal of Cultural Studies (بالإنجليزية). 11 (2): 203–220. DOI:10.1177/1367549407088333. Archived from the original on 2020-01-27. (وصلة خارجية)
- فيت سيسلر (Sep 2009). "Palestine in Pixels: The Holy Land, Arab-Israeli Conflict, and Reality Construction in Video Games". Middle East Journal of Culture and Communication (بالإنجليزية). 2: 275–292. DOI:10.1163/187398509X12476683126509. (وصلة خارجية)
- هلغا سوري (Jan 2007). "The Political Battlefield of Pro-Arab Video Games on Palestinian Screens". Comparative Studies of South Asia, Africa and The Middle East (بالإنجليزية). 27: 536–551. DOI:10.1215/1089201x-2007-031. (وصلة خارجية)
- ديفيد ماشين; أسامة سليمان (2006). "Arab and American computer war games: The influence of a global technology on discourse". Critical Discourse Studies (بالإنجليزية). 3 (1). DOI:10.1080/17405900600591362.
- أحمد الراوي (5 Aug 2016). "Video games, terrorism, and ISIS's Jihad 3.0". Terrorism and Political Violence (بالإنجليزية). 30 (4): 740–760. DOI:10.1080/09546553.2016.1207633. Archived from the original on 2020-03-09. Retrieved 2020-01-29.
- نور ميرزا (14 Mar 2012). أندرو تورشيا (ed.). "Demographics, local tastes fuel Arab video game industry" (بالإنجليزية). رويترز. Archived from the original on 2020-01-28. Retrieved 2020-01-29.